# Wideonystagmografia
Wideonystagmografia lub videonystagmografia, VNG (łac. Nystagmus – oczopląs) – stosowana w laryngologii i otoneurologii metoda diagnostyczna polegająca na obserwacji przy pomocy czułej, działającej na podczerwień kamery video ruchów gałek ocznych i ich następowej analizie przy pomocy specjalnego programu komputerowego.
Metoda została wprowadzona do diagnostyki medycznej w 1989 we Francji przez Eryka Ulmera.
Otoneurologia pozwala na:
- dokładne i obiektywne badanie ruchów nystagmoidalnych gałki ocznej
- rejestrację oczopląsu poziomego, pionowego i skośnego
- dokładną analizę zaburzeń równowagi dzięki analizie komputerowej
- zapis i analizę oczopląsu wyzwalanego kalorycznie, optokinetycznie lub w próbach położeniowych.

Jest stosowana w diagnostyce zawrotów głowy.